# Aristolochia linearifolia
Aristolochia linearifolia là một loài thực vật có hoa trong họ Aristolochiaceae. Loài này được C.Wright ex Griseb. mô tả khoa học đầu tiên năm 1866.